# Marcus Reno
Marcus Reno, né le 15 novembre 1834 à Carrollton dans l'Illinois et mort le 30 mars 1889 à Washington, D.C., est un militaire américain ayant participé à la guerre de Sécession et aux guerres indiennes. Il est surtout connu pour son rôle à la bataille de Little Bighorn le 25 juin 1876, où il sert sous les ordres de George Armstrong Custer. Son comportement et ses choix tactiques au cours de cette journée, qui voit l'armée américaine subir l'une des plus grandes défaites de son histoire, ont fait l'objet de nombreuses controverses.

## Biographie

### Jeunesse et ascension militaire
Marcus Albert Reno est né le 15 novembre 1834 à Carrollton dans l'Illinois, quatrième d'une famille de six enfants. Il entre à l'académie militaire de West Point en septembre 1851 et en sort diplômé en juillet 1857, se classant 20e sur 38. À l'époque de son entrée à West Point, Reno mesure environ 1,72 m et pèse environ 65 kg. Il a les cheveux noirs, les yeux bruns et le teint foncé. Affecté à sa sortie au 1er régiment de cavalerie avec le grade de sous-lieutenant breveté, il rejoint son unité le 1er juillet 1857 à Carlisle en Pennsylvanie. 
En 1864, pendant la guerre de Sécession, Reno participe aux batailles de Haw's Shop, Cold Harbor, Trevilian Station, Darbytown Road, Opequon, Kearneysville, Smithfield Crossing et Cedar Creek. Pour son comportement lors de cette dernière bataille, il est breveté lieutenant-colonel. En janvier 1865, il devient colonel du 12e régiment de cavalerie volontaire de Pennsylvanie puis prend le commandement d'une brigade chargée de lutter contre la guérilla de John Mosby. Reno reçoit une nomination pour le grade de colonel breveté dans l'armée régulière des États-Unis, à compter du 13 mars 1865, pour ses « services méritoires durant la guerre ». Le 13 janvier 1866, il est proposé par le président Andrew Johnson pour le brevet de brigadier général de volontaires, décision qui est confirmée par le Sénat le 12 mars suivant.
Après la guerre, Reno sert brièvement comme instructeur à West Point. Le 31 octobre 1865, il est nommé juge-avocat de la commission militaire à La Nouvelle-Orléans, où il déménage avec sa famille, et grand prévôt du Freedmen's Bureau local le 4 décembre. Il part finalement pour Fort Vancouver le 6 août 1866 pour y remplir les fonctions d'inspecteur général adjoint du département du Columbia. Deux ans plus tard, en décembre 1868, il est promu au grade de major et siège à la cour martiale de Fort Hays dans le Kansas. Il intègre le 7e régiment de cavalerie à Spartanburg, en Caroline du Sud, le 21 juillet 1871. Après diverses missions spéciales, il reprend place dans son régiment, dont les effectifs viennent d'être étoffés, à Fort Abraham Lincoln en octobre 1875.

### Bataille de Little Bighorn
Reno est l'officier le plus ancien à servir sous les ordres de George Armstrong Custer à la bataille de Little Bighorn, le 25 juin 1876. Il est chargé d'attaquer avec trois compagnies du 7e de cavalerie le campement amérindien par le sud, pendant que Custer avec cinq compagnies doit franchir la rivière Little Bighorn plus au nord et prendre la position à revers. Custer ordonne également au capitaine Frederick Benteen, placé à la tête de trois compagnies, de reconnaître le terrain au sud du campement sioux puis de revenir sur sa position initiale. Une compagnie supplémentaire commandée par le capitaine Thomas McDougall (en) est affectée à la protection du convoi transportant les munitions et le matériel.

Plan de la bataille de Little Bighorn.

Le détachement de Reno se dirige vers le village. Au moment de traverser la rivière, le major semble inquiet et le docteur Porter, qui se tient à ses côtés, est surpris de voir Reno lui proposer de prendre sa carabine. Après avoir contourné un bois et chevauché pendant une dizaine de minutes sans rencontrer de résistance, les cavaliers de Reno arrivent en vue du campement amérindien. Reno donne alors les commandements « Halte ! » et « préparez-vous à combattre à pied ! ». Il a plus tard expliqué : « [j'ai vu] que j'étais en train de tomber dans un piège ». 
Conformément à l'ordre de Reno, les cavaliers américains mettent pied à terre et se déploient en tirailleurs alors que les guerriers amérindiens qui se sont regroupés pour les arrêter sont encore à plusieurs centaines de mètres. Rapidement, cependant, les hommes du 7e de cavalerie sont entourés par des centaines de combattants. Reno décide alors de se replier dans le bois au bord de la rivière. À cet endroit, l'éclaireur amérindien Bloody Knife est tué d'une balle dans la tête alors qu'il se tient près de Reno, et son sang éclabousse le visage de l'officier américain. Jugeant sa position intenable, Reno ordonne à ses soldats de remonter à cheval et de se replier en direction de la rivière. Les Amérindiens poursuivent le détachement américain de très près et la retraite de Reno se transforme en déroute. Alors qu'il vient de prendre pied sur l'autre rive de la Little Bighorn, les trois compagnies du capitaine Benteen font leur apparition. Reno, exténué, crie : « pour l'amour du Ciel, Benteen ! Arrête tes hommes et aide-moi ! J'ai perdu la moitié de mes effectifs ! ». À ce stade du combat, sur les 140 hommes que compte le détachement de Reno, il y a 40 tués, 7 blessés et un nombre indéterminé de soldats restés dans le bois au-delà de la rivière — dont beaucoup parviennent à rejoindre leur unité par la suite. 
Peu de temps après, Reno et Benteen constatent, à leur grande surprise, que les Amérindiens ont abandonné la poursuite et se dirigent maintenant vers le nord. À environ 3 km en arrière, McDougall, marchant avec le train de munitions, entend au loin des coups de feu, qu'il décrit comme « un bruit sourd résonant à travers les collines ». Les soldats de Reno et de Benteen — y compris le lieutenant Edward S. Godfrey, sourd d'une oreille — les ont également perçus. Pourtant, ni Reno ni Benteen ne déclarent les avoir entendus et aucun d'entre eux n'a cherché à déterminer l'origine de la fusillade, ce qui a ensuite donné lieu à l'accusation selon laquelle ils auraient abandonné Custer. 
Indigné par l'inaction de ses supérieurs, le capitaine Weir avance avec sa compagnie d'environ 1 kilomètre et demi vers le nord en direction du bruit de la fusillade, jusqu'à la colline aujourd'hui nommée « Weir Point ». De là, il peut apercevoir de la poussière et de la fumée à environ 5 km au nord de sa position. Pensant d'abord avoir affaire à des hommes du détachement de Custer, les soldats américains déchantent toutefois rapidement en voyant fondre sur eux une nuée de guerriers amérindiens « épaisse comme des sauterelles dans un champ de récolte ». 
Benteen arrive quelques instants plus tard et, analysant la situation, déclare qu'il s'agit d'un « fichu endroit pour combattre les Indiens ». Il ordonne en conséquence le repli sur les positions initiales (aujourd'hui le Reno-Benteen Defense Site ou plus simplement Reno Hill), où McDougall a rejoint entre-temps avec le convoi de munitions. Le lieutenant Edward Mathey a déclaré quelques années plus tard à Walter Camp que Reno les avait accueillis avec une bouteille de whisky en criant : « il me reste encore une demi-bouteille ! ». McDougall, à la vue de Reno complètement désorienté, peut-être sous le choc, et ne se souciant en tout cas aucunement de leur situation précaire, demande à Benteen de prendre le commandement. Celui-ci organise rapidement un périmètre défensif en forme de fer à cheval sur les collines près de l'endroit où lui et Reno ont effectué leur jonction. 
Les restes du 7e de cavalerie y sont attaqués par les Amérindiens tout au long de la journée. Les combats se poursuivent le jour suivant. Dans la matinée du 27, après le départ des Sioux, les survivants de la colonne Custer se rapprochent de la rivière Bighorn où ils sont découverts par la cavalerie du général Alfred Terry et du colonel John Gibbon. Treize soldats se voient attribuer la Medal of Honor pour leur bravoure au combat. Reno, en revanche, est sévèrement critiqué pour son comportement au cours de la bataille. Entre 1868 et 1878, l'armée américaine a mené dix-neuf attaques contre des villages amérindiens, la plupart du temps sans défense. Une seule a échoué : celle de Reno — sans compter celle de Custer, considérée non comme un simple échec mais comme un véritable désastre.